# 中正機場捷運
中正國際機場聯外捷運系統，簡稱中正機場捷運，是中華民國政府在1990年代所提出連接臺北市區至中正國際機場（今桃園國際機場）的捷運計畫，以民間興建營運後轉移模式（BOT）興建。1996年評選出長生國際開發公司為最優申請者、取得30年特許經營權，原本預定最快可在2000年通車營運。但此計畫由於諸多因素延宕十餘年，長生公司自1998年得標後又無法達到5年左右的通車目標，中華民國政府遂於2002年決定收回自行興建，並對於路線略加修改，成為今日之桃園機場捷運線。

## 路線資料
- 興建及經營者：長生國際開發公司
- 路線距離：主線35km、林口支線1.9㎞
- 軌距：無（膠輪系統）
- 車站數：17
- 雙線區間：主線4線
- 電化區間：全線電化
- 開通日期：計劃中止（1997年開始籌劃，2003年政府收購）

## 歷史
1990年代初，有鑑於臺北與中正國際機場之間只有國道客運作為相互連結的大眾運輸工具，而機場聯外之高速公路經常出現壅塞的情形，拖長旅運時間，當時的臺灣省政府住宅及都市發展處遂著手進行機場捷運路線方案的規劃。
1993年，新交通捷運股份有限公司上報中正國際機場至松山機場間新交通捷運線工程環境影響評估書至行政院環境保護署，路線自松山機場、民生路、台北橋、新北大道，續沿今日機場捷運至桃園機場，但在沒有審查結論時便已不了了之；惟其于替代方案中，便提出今日之三重段與台北車站段路線，差別僅在於續沿承德路、民權路至松山機場。
1996年10月，政府決定以民間興建營運後轉移模式興建「中正國際機場聯外捷運系統」（線色登錄為紫線），並正式公告徵求民間投資；由於當時房地產景氣尚佳，因此沿線的土地開發也成為誘因之一。
當時共有五家廠商提出申請，1998年5月26日公布議約結果，由長生國際開發公司成為最優申請者，取得30年特許經營權，預計5年後通車。
其規劃路線為台北捷運西門站～中正機場（亦稱長生線），全長35公里，預定設立16個車站、辨識色為紫色，建設成本800億，加上區段徵收約2,000億；沿線共有6處市地重劃案，及2處區段徵收，1,200公頃開發案；另有長1.9公里，預定設3個車站的林口支線，於當時文化二路站東側設置林口支線，並沿文化二路北行跨越忠孝路及仁愛路；列車與軌道計畫採用膠輪系統，採用4線設計、6車廂營運，平均時速40km/h、每列車約可乘載450人；西門站及機場第二航廈於興建時亦預留相關設計。
唯隨後幾年，房地產陷入景氣衰退，土地開發需求趨緩；當初政府審查投資者條件時太過樂觀，忽略自償率偏低的事實；再加上長生公司及其母企業長億關係企業過度擴張，不時傳出資金週轉問題與融資困難的消息，機場捷運的興建時程因此一再遲延。2002年12月31日，長生公司與高鐵局召開會議，達成終止議約的共識，民間興建營運後轉移案正式宣告失敗，長生公司亦於2003年解散。
原本交通部有意尋求當初取得第二優先權的中華工程接手。然而中華工程的方案與鄰接的高速公路平行、中途設站較少、亦無土地開發，時任臺北縣縣長蘇貞昌積極要求沿用長生線，甚至喊出若捨長生線，「台都不知怎麼站」（意謂無法在選舉時造勢）的口號，加上受到地方政治、既得利益團體、土地開發等因素，當初第二順位的中華工程最終放棄承接。
長生公司解散同年，政府即決定收回民間興建營運後移轉權限，改以公務預算自行籌劃興建。

## 車站
長生機場捷運資訊網公布之站名及設站位置如下：
| 代號     | 計畫中站名 | 今 機場線         | 交會路線      | 站體型式 | 所在地 | 所在地        |
| 主線     | 主線       | 主線              | 主線          | 主線     | 主線   | 主線          |
| -------- | ---------- | ----------------- | ------------- | -------- | ------ | ------------- |
| E1       | 二期航站   | 機場第二航廈      |               | 地下     | 桃園市 | 大園區        |
| E2       | 一期航站   | 機場第一航廈      |               | 地下     | 桃園市 | 大園區        |
| E3       | 鐵路支線   | 坑口              |               | 高架     | 桃園市 | 蘆竹區        |
| E4       | 山腳       | 山鼻              |               | 高架     | 桃園市 | 蘆竹區        |
| E5       | 外社       | 緊急停靠站        |               | 高架     | 桃園市 | 蘆竹區        |
| E6       | 南勢       | 緊急停靠站        |               | 地下     | 桃園市 | 蘆竹區        |
| E7       | 文化二路   | 林口              | 林口支線      | 高架     | 新北市 | 林口區        |
| E8       | 長庚醫院   | 長庚醫院          |               | 高架     | 桃園市 | 龜山區        |
| E9       | 體育園區   | 體育大學          |               | 高架     | 桃園市 | 龜山區        |
| E10      | 輔仁大學   | 輔大醫院          |               | 高架     | 新北市 | 泰山區        |
| E11      | 泰山       | 泰山              |               | 高架     | 新北市 | 泰山區        |
| E12      | 楓樹腳     | 新莊副都心        |               | 高架     | 新北市 | 泰山區        |
| E13      | 五股工業區 | 新北產業園區      |               | 高架     | 新北市 | 新莊區        |
| E14      | 福音       | 三重              |               | 高架     | 新北市 | 三重區        |
| E15      | 西門       | （變更） 台北車站 | 板南線 松山線 | 地下     | 臺北市 | 萬華區 中正區 |
| 林口支線 |            |                   |               |          |        |               |
| E7A      | 文化二路站 |                   | 主線          | 高架     | 新北市 | 林口區        |
| E7B      | 忠孝站     |                   |               | 高架     | 新北市 | 林口區        |
| E7C      | 仁愛站     |                   |               | 高架     | 新北市 | 林口區        |

## 差異
中正機場捷運與修正後的桃園機場捷運差異如下：
- 台北端點站由西門站改至台北車站。
- 桃園端點站整合桃園捷運計畫，延伸路線至高鐵桃園站與中壢車站。
- 雙複線（4線）減為複線（2線）。
- 由於長生線中正機場捷運等諸多因素因而延宕十餘年，且包商自1998年得標後因無法達成5年左右通車目標，政府已經於2003年決定將機場線自建計劃連同林口支線計劃收回，林口支線未來將重新計畫並送審召開可行性方案審查，決議林口支線興建上是否可行。
- 部分車站調整位置。例如原鐵路支線車站（預留轉乘台鐵林口線）遷移500米等。若干車站則因土地開發案不再而中止設立。
- 膠輪系統改用一般標準軌鋼輪鐵路。
- 由於前述之鋼輪系統克服地形坡度能力較差，路線彎道亦有部份調整。例如林口台地上的體育大學車站改為地下車站以降低站間的坡度。
- 民間興建營運後轉移模式興建改由政府興建。

## 其他方案
- 當時投標的廠商提出的不同方案：

1. 中工（票價180元）
全長37.1公里，設八站，由台北車站，經二重疏洪道，沿高速公路經五股、林口，轉至桃園地區沿台四線到桃園機場；另有林口支線長1.9公里，三車站。
2. 上慶（票價198元）
3. 聯捷（票價220元）
設有二期航廈站、國內航廈站、林口站、圓山站、松山機場站及新增的五股站、青埔站、桃園站，速度達160Km/hr。
4. 台聯（票價140元）

- 台鐵林口線升級方案

林口線改建困難，也必須同時升級台鐵桃園站至台北車站（最好能至松山或南港車站）的運能及台北車站的月台數，又沒有土地開發誘因。
- 新莊線延伸方案

新莊線各站必須增設通過軌。
- 台灣高速鐵路桃園站至機場盲腸線方案

在長生公司確定無法開發時，台灣高鐵的通車仍為未定之數，主事者當時的心態是高鐵能通車就好，而且台北車站的容量要應付台鐵及高鐵需求已經不足，再增加機場捷運需求就更擁擠。
目前執行的方案是「高鐵轉乘客運」方案，但無法吸引台北市旅客。
「台北車站<-->高鐵桃園站<-->機場捷運至機場」的方案與「台北車站<-->徒步轉乘機場捷運」重複。